# Guarea sphenophylla
Guarea sphenophylla là một loài thực vật thuộc họ Meliaceae. Loài này có ở Cộng hòa Dominica và Haiti.